# Moskovia Airlines
Moskovia Airlines (russisch Авиакомпания МОСКОВИЯ) war eine russische Fluggesellschaft mit Sitz in Schukowski und Basis auf dem Flughafen Moskau-Domodedowo.

## Geschichte
Die Gesellschaft wurde 1995 unter dem Namen Gromov Air gegründet. 2006 erhielt sie ihren heutigen Namen.
Ab November 2009 leaste Moskovia Airlines zeitweise zwei Boeing 737-800 von SAS Scandinavian Airlines.
Im Februar 2014 beantragte Moskovia Airlines Insolvenz, nachdem ein externer Antrag hierauf 2013 noch abgelehnt worden war. Der Flugbetrieb wurde jedoch noch einige Monate aufrechterhalten. Zum 29. August 2014 entzogen die russischen Aufsichtsbehörden der Gesellschaft schließlich ihre Betriebslizenz.

## Flotte
Mit Stand September 2013 bestand die Flotte der Moskovia Airlines aus neun Flugzeugen:
- 4 Antonow An-12BK (Frachtflugzeuge)
- 1 Boeing 737-400
- 2 Boeing 737-700 (mit Winglets ausgestattet)
- 2 Suchoi Superjet 100

Bestellungen
- 6 Antonow An-148
- 1 Suchoi Superjet 100

## Zwischenfälle
- Am 26. Mai 2008 stürzte ein Frachtflugzeug vom Typ Antonow An-12 in der Nähe von Tscheljabinsk ab, alle neun Crewmitglieder starben. Als Unfallursache wurde der Bruch einer mechanischen Welle durch extreme Hitzeeinwirkung festgestellt, nachdem zuvor ein Brand im Frachtraum ausgebrochen war und die Piloten versucht hatten, zum Flughafen zurückzukehren (siehe auch Moskovia-Airlines-Flug 9675)